# Eggerska skolan
Eggerska skolan, eller Moberg-Eggerska flickskolan, var en fattigfriskola för flickor i Norrköping, aktiv mellan 1820 och 1885. Den hette formellt Flickearbetsskolan och från 1847, Flicke- läse- och arbetsskolan, men var allmänt känd som Eggerska skolan. 
Skolan grundades genom en donation från Karl XIV Johan år 1819, och öppnade året därpå. Det var en så kallad fattigfriskola, och dess ekonomi och förvaltning stod under fattigvårdsdirektionen, medan dess undervisning stod under en särskild direktion. 
Dess syfte var att utbilda fattiga flickor "uti nyttiga handaslöjder" som kunde användas för att försörja sig på, och fungerade alltså som en slags yrkesskola eller arbetsskola. Det kallades initialt Flickearbetsskolan.
År 1830 fick skolans direktion tillsyn även över den nya ABC-skolan för flickor, som kom att fungera som förberedande klass till Flickearbetsskolan, och som 1847 uppgick i denna. Skolan kallades sedan formellt Flicke- läse- och arbetsskolan. I praktiken var dock skolan allmänt känd som Eggerska skolan, efter den donation som gjordes av snickaråldermannen Johan Fredrik Eggers och hans änkas testamentariska donationer 1829 och 1838. 
År 1885 förenades Eggerska skolan med den andra fattigfriskolan för flickor i Norrköping, Mobergska barnhusets flickskola från 1808, och bildade då Moberg-Eggerska flickskolan: först fungerade de som två avdelningar av samma skola, men från 1893 sammanfördes de även i praktiken till en enda skola i samma byggnad. Moberg-Eggerska flickskolan i sin tur upplöstes 1941. 